# Nepenthes bellii
Nepenthes bellii – gatunek rośliny owadożernej z rodziny dzbanecznikowatych. Jest to objęta ochroną roślina endemiczna, którą można odnaleźć na filipińskiej wysepce Mindanao. Jest gatunkiem nizinnym, występującym na wysokościach od 250 do 800 m n.p.m. Jest ściśle związana z N. sibuyanensis.

## Morfologia
Roślina posiadająca przekształcone w dzbanki liście pułapkowe, za pomocą których łapie owady. Dzbanki małe, o jajowatym kształcie. Mogą mieć barwę od zielonych do czerwonych. Liście cienkie, zazwyczaj w barwie zielonej, ale mogą przybierać odcień czerwony gdy roślina ma odpowiednie oświetlenie.

## Zastosowanie
Roślina ozdobna. Jest prosta w uprawie i polecana dla początkujących hodowców. Wspaniale nadaje się do terrarium, jako że dość wolno rośnie i osiąga niewielkie rozmiary. Podlewa się wodą destylowaną lub wodą z filtra RO. Gleba musi być wilgotna lecz nie mokra. Jak inne rośliny z tej rodziny N. bellii nie potrzebuje dużo światła żeby rosnąć, jednak aby dobrze się wybarwił i wypuścił pułapki powinien mieć dużo rozproszonego światła. Gleba – kwaśny torf (pH od 3-5).